# C/1941 B2 (de Kock-Paraskevopoulos)
C/1941 B2 (de Kock-Paraskevopoulos) ist ein Komet, der im Jahr 1941 insbesondere auf der Südhalbkugel mit dem bloßen Auge gesehen werden konnte. Er wird von einigen zu den „Großen Kometen“ gezählt.

## Entdeckung und Beobachtung
Der Amateurastronom Reginald Purdon de Kock wollte am Morgen des 15. Januar 1941 in Paarl (Südafrika) einen veränderlichen Stern beobachten, als er diesen Kometen entdeckte. Der Kopf des Kometen war auffällig und der Schweif bereits zu einer Länge von ½° entwickelt. Die Helligkeit lag bei etwa 6 mag. de Kock informierte das Royal Observatory am Kap der Guten Hoffnung, wo die Entdeckung an den folgenden Tagen bestätigt werden konnte.
Aufgrund seiner Helligkeit gab es auch am 20. und 21. Januar in Australien unabhängige Entdeckungen, u. a. durch John Francis Skjellerup, so dass der Komet dort schon unter dem Namen „Barnes-Skjellerup“ bekannt wurde. John Stefanos Paraskevopoulos, ein Astronom aus Bloemfontein, entdeckte den Kometen ebenfalls unabhängig am 23. Januar mit einem 5° langen Schweif und meldete seine Entdeckung an das Harvard-College-Observatorium in den Vereinigten Staaten, so dass der Komet dort unter dem Namen „Komet Paraskevopoulos“ bekannt wurde. Aufgrund der Kriegswirren hatten die Nachrichten von de Kocks Erstentdeckung zunächst keine Länder außerhalb Europas erreicht. Weitere unabhängige Entdeckungen erfolgten in Südamerika und Neuseeland am 23. und 24. Januar.
Der Komet näherte sich rasch Sonne und Erde an, so dass seine Helligkeit weiter zunahm. Am 27. Januar erreichte der Komet seine größte südliche Deklination. Zwei Tage später erreichte der Komet seine größte Annäherung an die Erde und erschien in den folgenden Tagen mit einer Helligkeit von bis zu 2 mag mit einer Schweiflänge von nach wie vor 5°.
Anfang Februar entfernte sich der Komet wieder von Sonne und Erde, die Helligkeit nahm aber nur langsam wieder ab, Mitte des Monats lag sie noch bei 5 mag. Als gegen Ende des Monats der Komet nicht mehr mit bloßem Auge gesehen werden konnte, lag die Schweiflänge noch bei 1–2°. Der Komet wurde weiter teleskopisch und photographisch beobachtet, während er sich der Sonne näherte. Am Abend des 29. März gelang George Van Biesbroeck am Yerkes-Observatorium die vorerst letzte Beobachtung in geringer Höhe über dem Horizont.
Nachdem der Komet am Morgen des 28. April von der Erde aus gesehen in nur 0,6° Abstand an der Sonne vorbeigegangen war, konnte er anschließend nur noch bei vier Gelegenheiten im Juli und September beobachtet werden. Am 17. September erfolgte die letzte Beobachtung am Lick-Observatorium bei einer Helligkeit von 17 mag.
Der Komet erreichte eine maximale Helligkeit von 2 mag.

## Wissenschaftliche Auswertung
Nach einem früheren Versuch durch Biesbroeck, die zukünftige Bahn des Kometen zu bestimmen, konnten Brian Marsden, Zdenek Sekanina und Edgar Everhart im Jahr 1978 Bahnelemente einer elliptischen Umlaufbahn für den Kometen berechnen. Außerdem bestimmten sie Werte für seine ursprüngliche und zukünftige Bahn. Nach ihrer Berechnung bewegte er sich lange vor seiner Passage des inneren Sonnensystems auf einer elliptischen Bahn mit einer Großen Halbachse von etwa 493 AE. Für seine zukünftige Bahn ergab sich eine Große Halbachse von etwa 885 AE.

## Umlaufbahn
Für den Kometen konnte aus 130 Beobachtungen über 241 Tage eine elliptische Umlaufbahn bestimmt werden, die um rund 168° gegen die Ekliptik geneigt ist. Die Bahn des Kometen liegt damit leicht schräg gestellt zu den Bahnebenen der Planeten, er durchläuft seine Bahn gegenläufig (retrograd) zu ihnen. Im sonnennächsten Punkt der Bahn (Perihel), den der Komet am 27. Januar 1941 durchlaufen hat, befand er sich mit etwa 118,2 Mio. km Sonnenabstand im Bereich der Umlaufbahn der Venus. Bereits am 7. Dezember 1940 war er in etwa 63,7 Mio. km Abstand am Mars und am 21. Dezember in etwa 55,0 Mio. km Distanz an der Venus vorbeigegangen. Zwei Tage nach dem Periheldurchgang wurde am 29. Januar 1941 mit nur etwa 39,7 Mio. km (0,27 AE) die größte Annäherung an die Erde erreicht. Dieser relativ nahe Vorbeigang war mit ein Grund für seine beobachtete Helligkeit.
In der Nähe des absteigenden Knotens seiner Umlaufbahn bewegte sich der Komet um den 12. November 1940 in unmittelbarer Nähe zur Marsbahn, und zwar in nur etwa 128.000 km (0,00086 AE) Abstand dazu. Der Mars erreichte diese Stelle seiner Bahn aber erst etwa 2 ½ Monate später um den 23. Januar 1941. Auch um den 7. April 1941 bewegte sich der Komet in der Nähe des aufsteigenden Knotens seiner Bahn noch einmal in großer Nähe zur Marsbahn.
Nach den Bahnelementen von Marsden, Sekanina und Everhart, die keine nicht-gravitativen Kräfte auf den Kometen berücksichtigen, hatte seine Bahn lange vor seiner Passage des inneren Sonnensystems noch eine Exzentrizität von etwa 0,9984 und eine Große Halbachse von etwa 493 AE, so dass seine Umlaufzeit bei etwa 11.000 Jahren lag. Durch die Anziehungskraft der Planeten, insbesondere durch relativ nahe Vorbeigänge am Jupiter im Februar 1938 in knapp 7 AE und im Mai 1941 in etwa 3 ⅓ AE Abstand, sowie am Saturn im August 1941 in knapp 7 AE Distanz, wurde die Bahnexzentrizität auf etwa 0,9991 und die Große Halbachse auf etwa 885 AE vergrößert, so dass sich seine Umlaufzeit auf etwa 26.500 Jahre erhöht. In Anbetracht der relativ unsicheren Bahnparameter sind alle angegebenen Daten nur als ungefähre Werte zu betrachten.